# Вторжение

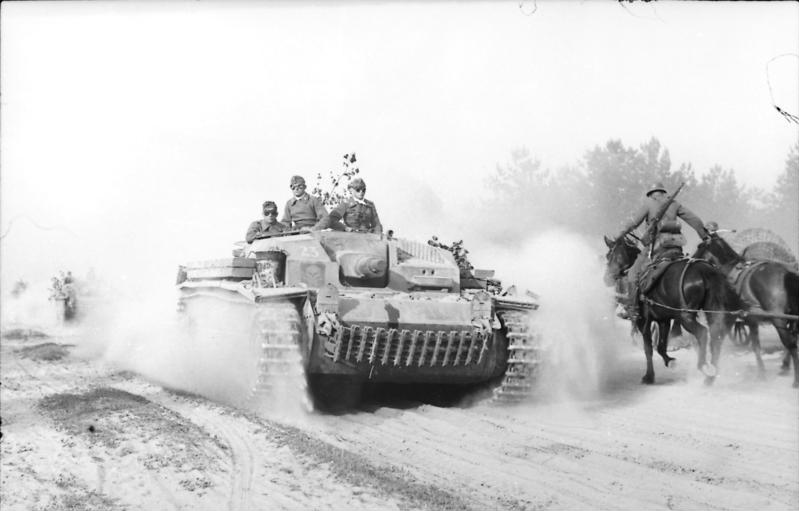
Вторжение вермахта в СССР (1941 год)

Вторже́ние — военная операция, заключающаяся в том, что вооружённые силы одного геополитического субъекта при помощи насилия входят на территорию, контролируемую другим геополитическим субъектом, с целью завоевания территории, смены существующего правительства либо комбинации этих целей.
Вторжение может стать причиной войны, может быть использовано как часть стратегии или может быть войной само по себе.
Вторжение, как правило, предполагает значительные стратегические усилия. Поскольку цели вторжения обычно являются крупномасштабными и долгосрочными, для удержания захваченной территории требуются значительные силы. Как правило, менее масштабные тактические проникновения не считаются вторжениями и обычно классифицируются как стычки, налёты или разведка боем. По определению, вторжение — это нападение, осуществляемое внешними силами. Поэтому восстания, гражданские войны, перевороты и другие насильственные акты не считаются вторжениями.

## История
Археологические данные свидетельствуют о том, что вторжения были частым явлением с доисторических времён.  Вторжения приводили к культурным обменам в области государственного управления, религии, философии и технологий, которые определили развитие большей части Древнего мира.[страница не указана 1440 дней]

## Система обороны

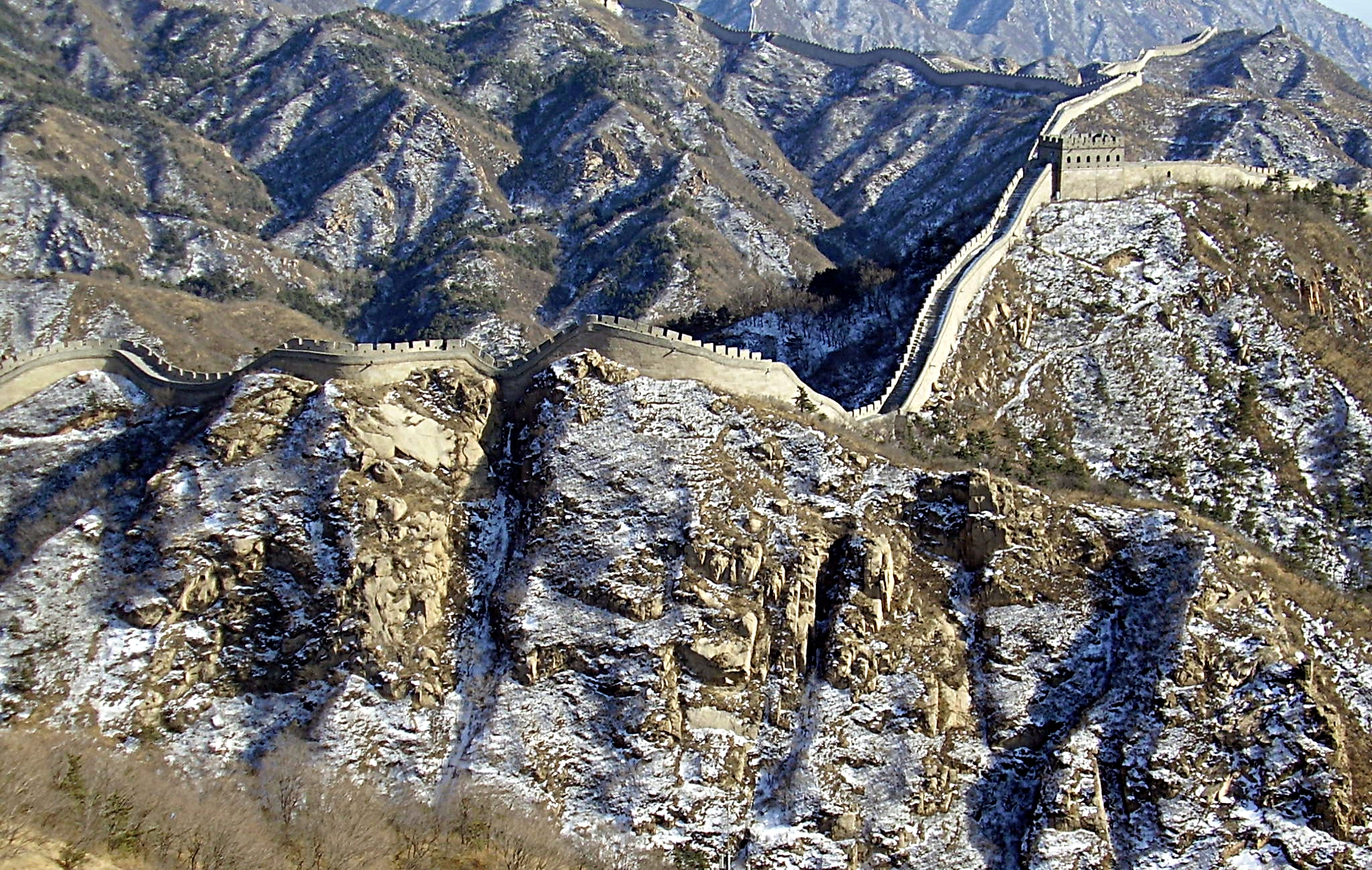
Оборонительная Великая Китайская стена

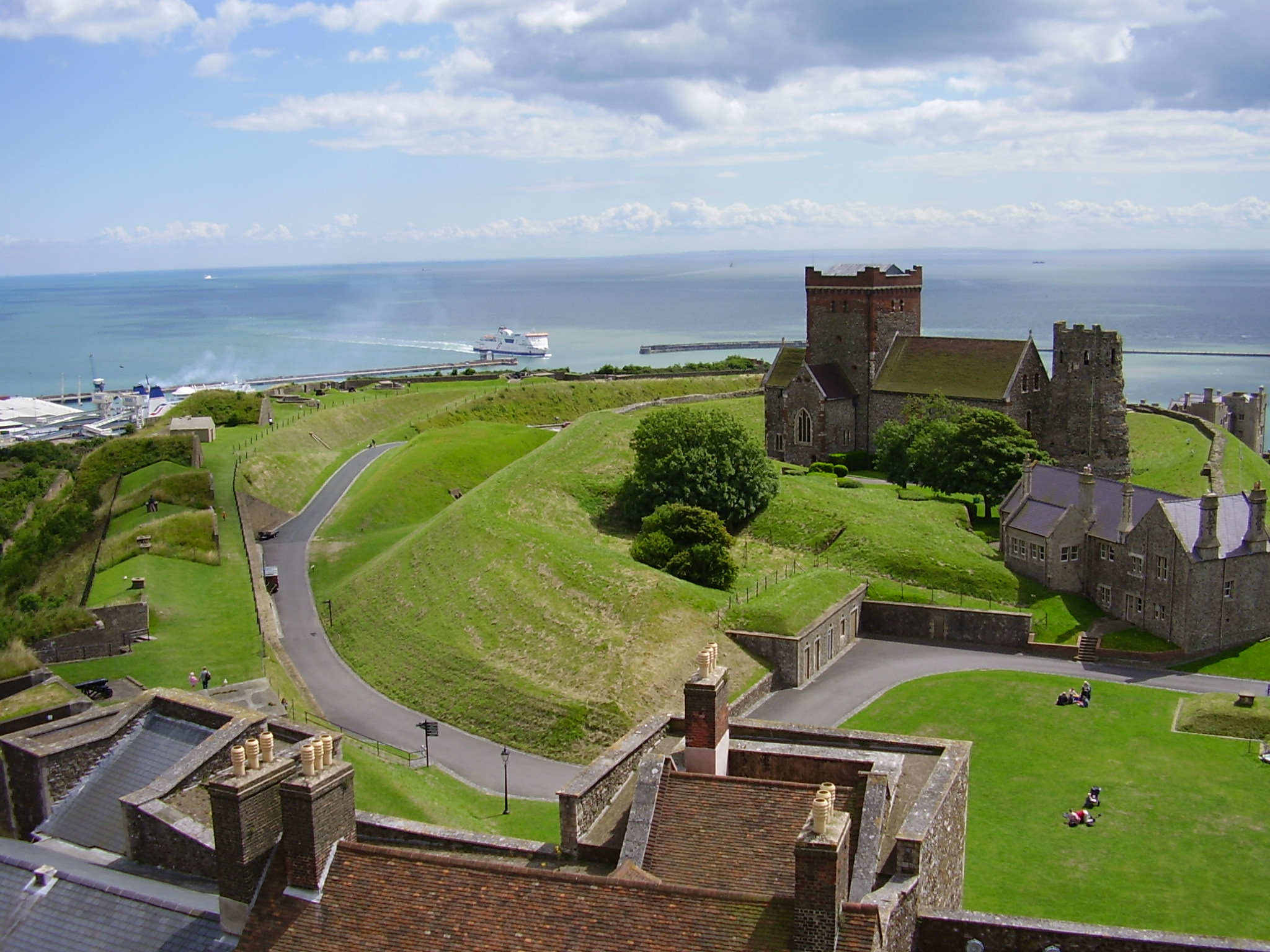
Вид из Дуврского замка

Государства с потенциально враждебными соседями обычно принимают оборонительные меры, чтобы сдержать или предотвратить вторжение. В дополнение к использованию географических барьеров, таких как реки, болота или пересечённая местность, исторически эти меры включали в себя строительство фортификационных сооружений. Такая защита может способствовать предотвращению проникновения сил вторжения в страну с помощью протяжённого и хорошо защищённого барьера; знаменитыми примерами являются Великая Китайская стена, Вал Адриана и Даневирке. К таким барьерам также относятся линии траншей, а в наше время — минные поля, видеокамеры и датчики, чувствительные к движению. Однако эти барьеры могут требовать значительных военных сил для обеспечения обороны, а также поддержания оборудования и позиций, что может стать большим экономическим бременем для страны.
Аналогичные барьеры могут быть обращены против самих обороняющихся, препятствуя их бегству или пополнению запасов. Так, союзники использовали минирование с воздуха для противодействия японским логистическим операциям во время Второй мировой войны.

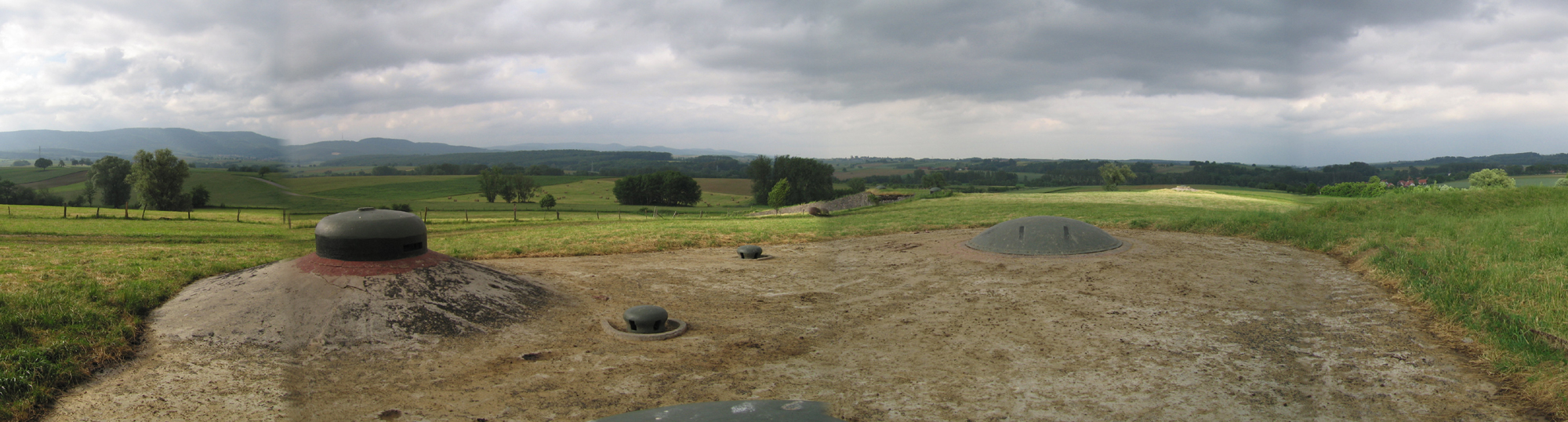
Вид с батареи в Увраже Шененбург в Эльзасе; обратите внимание на выдвижную башню на переднем плане слева

В качестве альтернативы для защиты от вторжения могут использоваться фортификационные сооружения — замки или форты, расположенные вблизи границы. Их задача состоит в том, чтобы задержать вторжение на достаточно долгое время, чтобы обороняющаяся страна успела мобилизовать армию, достаточную для обороны, или, в некоторых случаях, они должны непосредственно противостоять вторжению — например, линия Мажино. Форты располагаются таким образом, чтобы их гарнизоны могли блокировать линии снабжения захватчиков, вынуждая их приступать к осаде.

## Методы

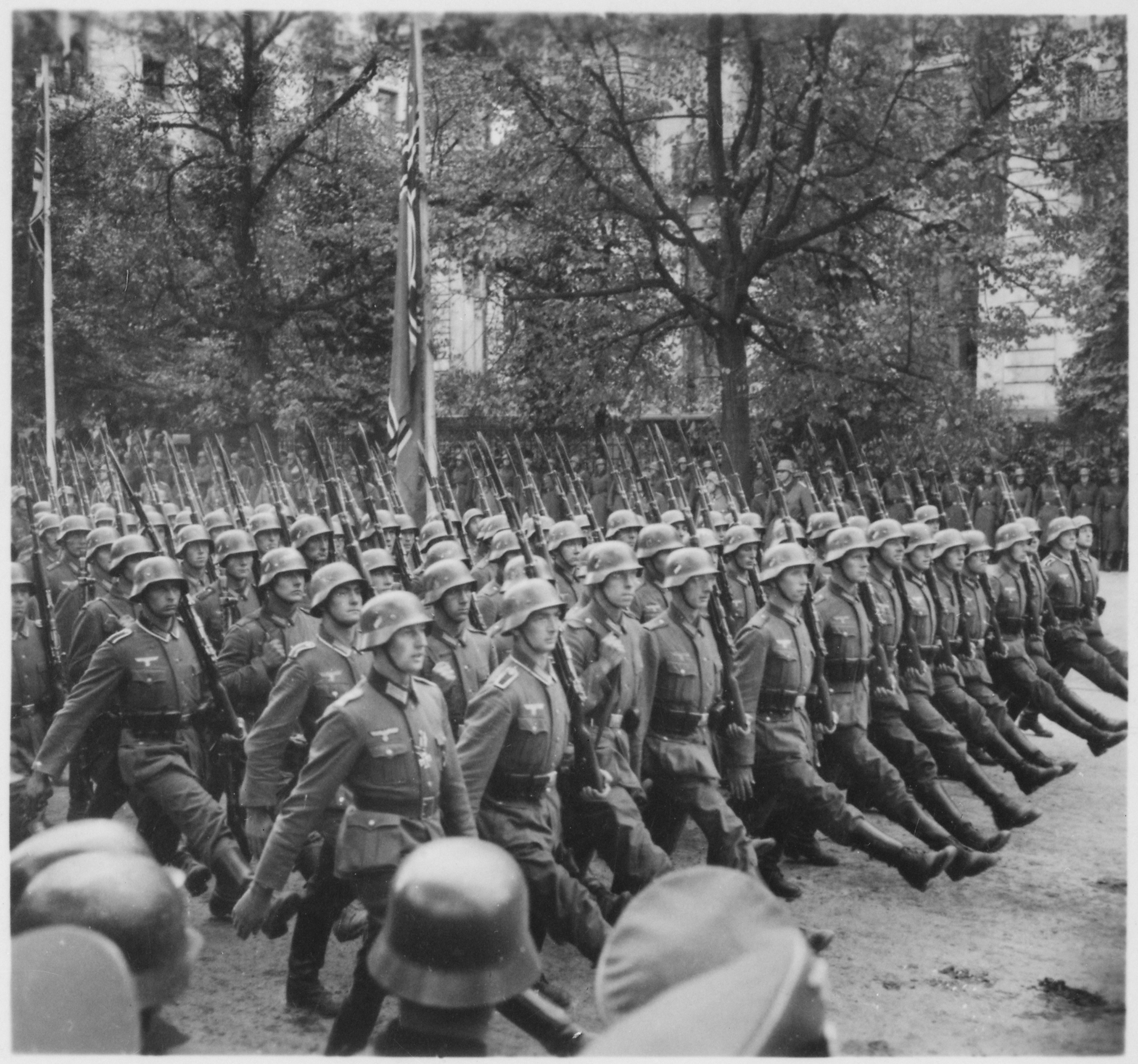
Немецкие войска маршируют через Варшаву, Польша, в 1939 году во время немецкого вторжения в Польшу

Существует множество различных методов, с помощью которых можно произвести вторжение, и каждый метод обладает аргументами как в свою пользу, так и наоборот. Они включают вторжение по суше, морю или воздуху или любую комбинацию этих методов.

### Вторжение по суше
Вторжение по суше — это открытое проникновение вооружённых сил на территорию с использованием имеющихся наземных коммуникаций.

### Вторжение по морю

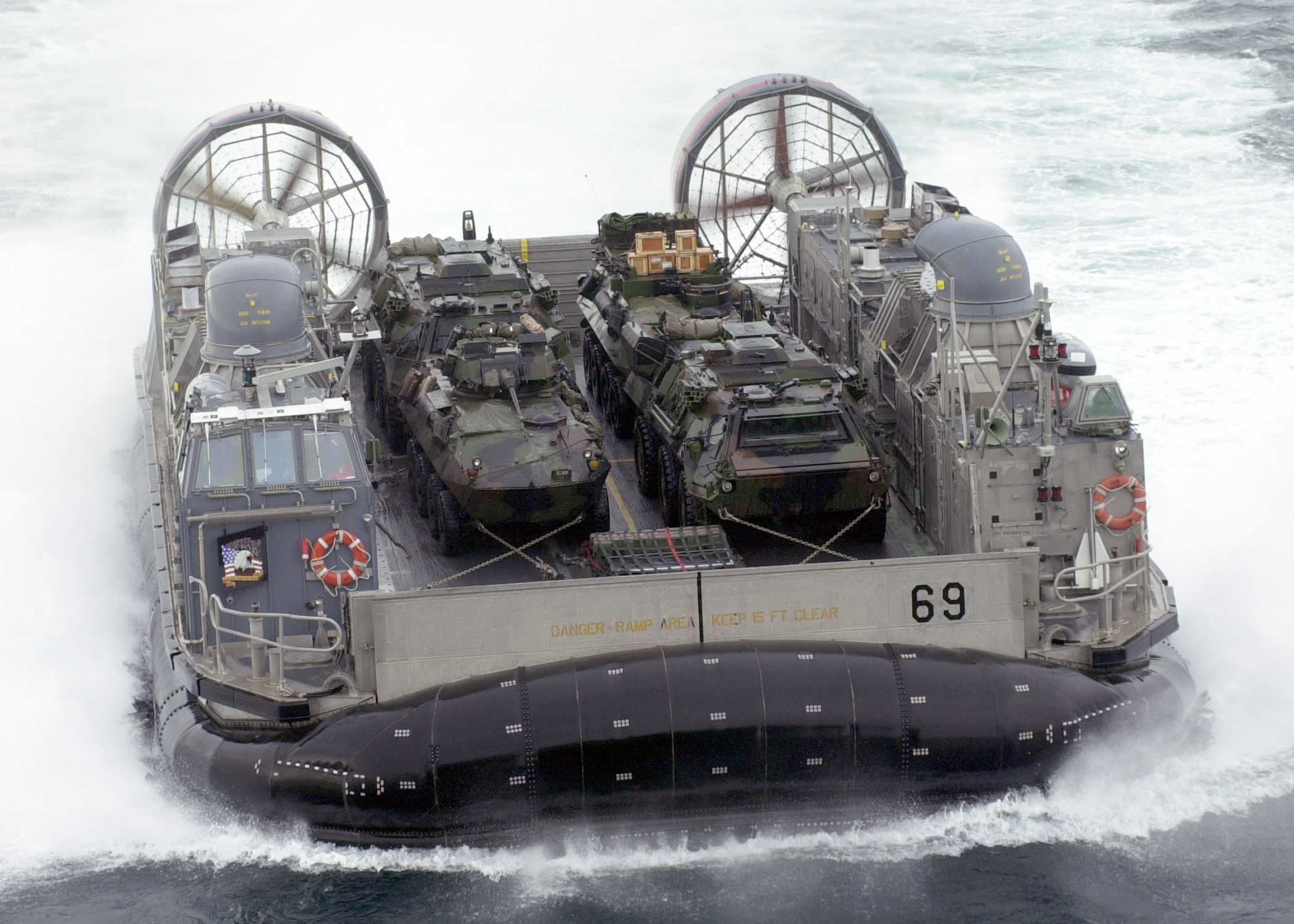
Десантный корабль, перевозивший ЛАВы на берег во время вторжения в Ирак в 2003 году

Вторжение по морю — это использование водоёма для облегчения ввода вооружённых сил на территорию, часто на сушу, прилегающую к водоёму или острову. Это обычно используется либо в сочетании с другим методом вторжения, и особенно до изобретения авиации, в случаях, когда нет другого способа проникнуть на рассматриваемую территорию. Аргументы в пользу этого метода обычно заключаются в способности нанести внезапный удар с моря или в том, что военно-морская оборона рассматриваемой территории недостаточна для отражения такого наступления. Однако большое количество специализированного оборудования, такого как машины-амфибии, и сложность создания оборонительных сооружений — обычно с высоким числом жертв — в обмен на относительно небольшую выгоду часто используются в качестве аргументов против такого метода вторжения. Подводные риски и отсутствие надёжного прикрытия — очень распространённые проблемы во время вторжений с моря. В битве за Тараву десантные суда морской пехоты США застряли на коралловом рифе и были обстреляны с берега. Другие десантные суда были потоплены до того, как они смогли добраться до берега, а танки, которые они везли, оказались в воде. Большинство из немногих выживших в первой волне оказались прижаты к берегу. Остров был завоёван, но дорогой ценой, и гибель людей вызвала массовые протесты среди гражданского населения в Соединённых Штатах.

### Вторжение по воздуху

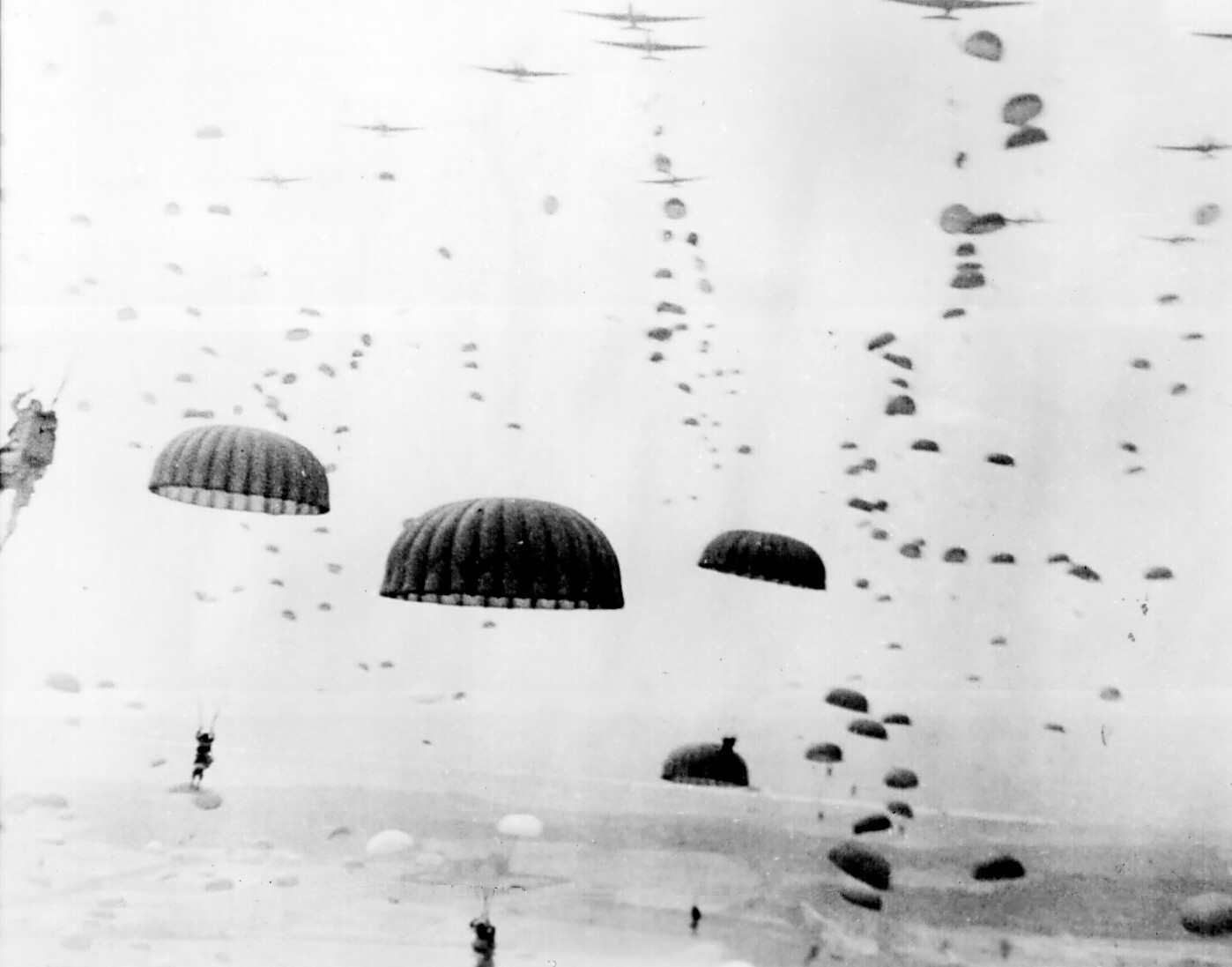
Тысячи десантников приземляются во время Голландской операции в сентябре 1944 года.

Воздушное вторжение — это открытие 20-го века и современных военных действий. Идея заключается в отправке воинских частей на территорию с помощью воздушных судов. Самолёт либо приземляется, позволяя воинским частям высадиться и попытаться достичь своей цели, либо войска покидают самолёт, находясь ещё в воздухе, используя парашюты или аналогичное оборудование, чтобы приземлиться на территории, на которую вторгаются. Часто воздушные атаки применяли, чтобы проложить путь для наземного или морского вторжения, занимая ключевые позиции глубоко в тылу врага, например, на мостах и перекрёстках, однако полностью воздушное вторжение так и не увенчалось успехом. Две актуальные проблемы — это пополнение запасов и подкрепление. Крупные воздушно-десантные силы не могут быть надлежащим образом обеспечены без взаимодействия с наземными силами; слишком малые воздушно-десантные силы просто оказываются в ситуации немедленного окружения. Аргументы в пользу этого метода, как правило, связаны со способностью нацеливаться на конкретные районы, которые не всегда могут быть легко доступны по суше или морю, а также большей вероятностью застать противника врасплох и подавить оборонительные сооружения, и, во многих случаях, потребностью в уменьшении численности сил из-за элемента внезапности. Аргументы против этого метода обычно включают потенциал для осуществления такого вторжения — например, огромное количество самолётов, которые потребуются для перевозки достаточного количества войск, — и необходимость высокого уровня разведки для того, чтобы вторжение было успешным.
Наиболее приближёнными примерами настоящего воздушного вторжения являются Критская операция, операция «Четверг» (вторая операция «Чиндитов» во время Бирманской кампании) и Голландская операция. Последнее было нападением на оккупированные немцами Нидерланды, проведённым в сентябре 1944 года. Почти 35 000 человек были сброшены на парашютах и планёрах на вражескую территорию в попытке захватить мосты у немцев и освободить дорогу для наступления союзников. Однако, даже с такими огромными силами, заставшими немцев совершенно врасплох, штурм оказался тактическим провалом, и после 9 дней боёв союзникам удалось только вернуться на свои позиции, потеряв более 18 000 человек.

### Политика умиротворения
Политика умиротворения агрессора — политика, основанная на уступках и потаканиях агрессору. Состоит в урегулировании искусственно разжигаемых государством-агрессором международных споров и разрешении конфликтов посредством сдачи стороне, ведущей агрессивную политику, второстепенных и малозначимых, с точки зрения авторов этой доктрины, позиций и вопросов.